# مقبره عزیز کندی
مقبره عزیز کندی مربوط به دوره تیموریان است و در شهرستان هشترود، دهستان قرانقو، روستای عزیزکندی واقع شده و این اثر در تاریخ ۸ بهمن ۱۳۸۵ با شمارهٔ ثبت ۱۷۰۴۷ به عنوان یکی از آثار ملی ایران به ثبت رسیده است.این مقبره که در داخل آن هفت قبر وجود دارد احتمالا متعلق به قرن هفتم و صوفیان می باشد قبر وسطی بنا برنوشته کتاب هشترود و دانشوران متعلق به شیخ بسطام بایزید است که همین امر باعث شده تا اشتباها در بین عام به مقبره شیخ بایزید معروف شود که البته هیج ربطی به شیخ بایزید بسطامی ندارد مقبره ان تقریبا به شکل گنبد سرخ مراغه است و طبق نوشته های اقای سیفی مورخ هشترودی متعلق به قرن هفتم هجری می باشد محوطه این قلعه در نزدیکی ازاد راه تبریز زنجان قرار دارد که در اثر بی توجهی مسئولین از چپاول غارتگران میراث فرهنگی در امان نمانده است 